# 한화넥스트
한화넥스트(영어: Hanwha Next Co., Ltd.)는 2022년 5월 1일 설립된 레저 서비스 기업이다. 한화호텔앤드리조트의 사업 전문성과 경쟁력 확보 및 경영 효율화 일환으로 더테이스터블, 아쿠아플라넷과 함께 물적분할되었다.